# 신선미
신선미(1986년 1월 29일 ~ )은 대한민국의 개그맨이다.

## 출연 작품
- 웃찾사 (SBS)